# تايلور غرين
تايلور غرين هو لاعب كرة قاعدة كندي، ولد في 2 نوفمبر 1986 في كوموكس في كندا.

## وصلات خارجية
- تايلور غرين على موقع دوري كرة القاعدة الرئيسي (الإنجليزية)
- تايلور غرين على موقعبيزبول رفرنس.كوم (الدوري الرئيسي) (الإنجليزية)
- تايلور غرين على موقعبيزبول رفرنس.كوم (الدوري الثانوي) (الإنجليزية)
- تايلور غرين على موقع إي إس بي إن.كوم (أم.أل.بي) (الإنجليزية)
- تايلور غرين على موقع مشجعي الرسوم البيانية (الإنجليزية)